# Расчленённый (хребет)
Расчленённый, Расчленённый хребет — хребет на Корякском нагорье, северо-восточнее хребта Пикась. Административно находится в Камчатском крае и Чукотском автономном округе России.
Севернее Расчленённого хребта находятся горы Яргуськуйгуней (62°11’N 174°09’E), Олекпын (62°13’N 174°03’E). Южнее — Отвесный хребет; Пятнистая гора; Озёрная гора и Высокая гора — севернее хр. Отвесный; гора Пик (61°59’N 174°17’E) и Кекурная гора (61°59’N 174°23’E) в левобережье р. Малювеем (Милютвеем), Лысая гора (61°59’N 174°28’E) .
Северо-западнее — горы Келиней (62°04’N 174°01’E). Юго-восточнее — гора Рубикон (62°03’N 174°40’E).
С восточных склонов хребта берёт исток реки Кулькай. С южных склонов центральной части хребта стекает река Рубикон.